# Red Dragons Pniewy
Red Dragons Pniewy – polski klub futsalowy z Pniew, występujący w ekstraklasie.

## Historia
Klub powstał w 2005 r. Początkowo występował tylko w rozgrywkach dla amatorów. W sezonie 2009/2010 klub przystąpił do rozgrywek drugiej ligi, w których zajął ostatecznie trzecie miejsce. W kolejnych dwóch sezonach Red Dragons Pniewy zajmowało miejsce drugie. W sezonie 2012/2013 klub z Pniew został uprawniony do przystąpienia do rozgrywek pierwszej ligi, w których zajął siódme miejsce. W sezonie 2013/2014 klub zajął pierwsze miejsce w lidze i awansował do ekstraklasy.
W sezonie 2020/2021 klub zdobył Puchar Polski pokonując w finale Piast Gliwice (3:3 pd. k. 2-4).
22 września 2021 w Nysie klub zdobył swoje drugie trofeum w historii. Triumfując nad Rekordem Bielsko-Biała po serii rzutów karnych (1:1, k. 2:3) zdobył Superpuchar Polski.

## Skład Drużyny
| Nr               | Kraj      | Imię i nazwisko         |           |           |           |
| Bramkarze        | Bramkarze | Bramkarze               | Bramkarze | Bramkarze | Bramkarze |
| ---------------- | --------- | ----------------------- | --------- | --------- | --------- |
| 1                | Polska    | Bartosz Szarata         |           |           |           |
| 19               | Polska    | Marcin Małycha          |           |           |           |
| 20               | Polska    | Łukasz Błaszczyk        |           |           |           |
| Zawodnicy z pola |           |                         |           |           |           |
| 4                | Polska    | Dawid Kubiak            |           |           |           |
| 6                | Polska    | Nikodem Krajewski       |           |           |           |
| 7                | Polska    | Aleksander Kozak        |           |           |           |
| 8                | Polska    | Hubert Klatkiewicz      |           |           |           |
| 9                | Polska    | Mateusz Kostecki        |           |           |           |
| 11               | Polska    | Adrian Skrzypek         |           |           |           |
| 12               | Brazylia  | Yvaaldo Gomes           |           |           |           |
| 13               | Polska    | Patryk Hoły             |           |           |           |
| 21               | Polska    | Bartłomiej Gładyszewski |           |           |           |
| 23               | Polska    | Piotr Błaszyk           |           |           |           |
| 70               | Polska    | Oliwier Siuda           |           |           |           |
| 77               | Polska    | Oliwier Berger          |           |           |           |
| 99               | Hiszpania | German Romero           |           |           |           |

## Historia występów w Ekstraklasie
| Sezon     | Liga               | Miejsce w tabeli | Z  | R | P  | BZ | BS  | +/- | Punkty |
| --------- | ------------------ | ---------------- | -- | - | -- | -- | --- | --- | ------ |
| 2012/2013 | I liga futsalu     | 7.               | 1  | 1 | 12 | 28 | 56  | -28 | 4      |
| 2013/2014 | I liga futsalu     | 1.               | 10 | 2 | 2  | 49 | 29  | +20 | 32     |
| 2014/2015 | Futsal Ekstraklasa | 4.               | 9  | 5 | 11 | 58 | 68  | -10 | 32     |
| 2015/2016 | Futsal Ekstraklasa | 7.               | 8  | 2 | 12 | 49 | 59  | -10 | 26     |
| 2016/2017 | Futsal Ekstraklasa | 7.               | 8  | 5 | 9  | 47 | 58  | -11 | 29     |
| 2017/2018 | Futsal Ekstraklasa | 6.               | 11 | 1 | 10 | 73 | 67  | +6  | 34     |
| 2018/2019 | Futsal Ekstraklasa | 7.               | 13 | 5 | 9  | 84 | 75  | +9  | 44     |
| 2019/2020 | Futsal Ekstraklasa | 12.              | 3  | 7 | 8  | 53 | 76  | -23 | 16     |
| 2020/2021 | Futsal Ekstraklasa | 7.               | 13 | 9 | 10 | 99 | 88  | +11 | 48     |
| 2021/2022 | Futsal Ekstraklasa | 8.               | 11 | 4 | 15 | 94 | 99  | -5  | 37     |
| 2022/2023 | Futsal Ekstraklasa | 5.               | 13 | 4 | 11 | 78 | 69  | +9  | 43     |
| 2023/2024 | Futsal Ekstraklasa | 8.               | 9  | 6 | 10 | 80 | 96  | -16 | 33     |
| 2024/2025 | Futsal Ekstraklasa | 13.              | 8  | 0 | 22 | 83 | 128 | -45 | 24     |